# Équipe d'Érythrée des moins de 17 ans de football
Maillots
L'équipe d'Érythrée des moins de 17 ans est une sélection de joueurs de moins de 17 ans au début des deux années de compétition placée sous la responsabilité de la Fédération d'Érythrée de football. Elle participa une fois à la Coupe d'Afrique des nations des moins de 17 ans et n'a pas participé à la Coupe du monde de football des moins de 17 ans.

## Parcours en Coupe d'Afrique des nations des moins de 17 ans
- 1995 : Non inscrite
- 1997 : Non inscrite
- 1999 : Non inscrite
- 2001 : Non qualifiée
- 2003 : Non qualifiée
- 2005 : Non qualifiée
- 2007 : 1er tour
- 2009 : Non qualifiée
- 2011 : Non inscrite
- 2013 : Non inscrite
- 2015 : Non inscrite
- 2017 : Non inscrite
- 2019 : Non inscrite
- 2023 : Disqualifié

## Parcours en Coupe du monde des moins de 17 ans
L'Érythrée de 1985 à 1993 n'a pas pu disputer de coupe du monde car elle était partie intégrante de l'Éthiopie.
| - 1995 : Non qualifiée - 1997 : Non qualifiée - 1999 : Non qualifiée - 2001 : Non qualifiée - 2003 : Non qualifiée - 2005 : Non qualifiée - 2007 : Non qualifiée - 2009 : Non qualifiée |  | - 2011 : Non qualifiée - 2013 : Non qualifiée - 2015 : Non qualifiée - 2017 : Non qualifiée - 2019 : Non qualifiée - 2023 : Non qualifiée |

## Sélectionneurs
- 2006 - 2007 :  Dorian Marin